# 2006年日本グランプリ (4輪)
2006年日本グランプリ（2006 Japanese Grand Prix）は、2006年F1世界選手権第17戦として、2006年10月8日に鈴鹿サーキットで開催された。正式名称は「2006年FIA　F1世界選手権レース　フジテレビジョン日本グランプリレース（英称：Fuji television Japanese grand prix 2006 SUZUKA）」。

## 背景
F1日本GPは1987年から20年間、鈴鹿サーキットで開催されてきたが、2007年以降は舞台を富士スピードウェイに移すことが決定していた。そのため、ファンやレース関係者の間では鈴鹿への感謝を込め、「ありがとう鈴鹿」というメッセージが多く見られた。
前戦中国GP終了時点では、ドライバーズポイントにおいて、2005年度のワールドチャンピオンであるフェルナンド・アロンソと、この年限りで引退する事を発表していたミハエル・シューマッハが共に116ポイントで並び、優勝回数の差でシューマッハがランキングトップに浮上している。コンストラクターズ（製造者）部門でも、フェラーリが178ポイント、ルノーが179ポイントと僅か1ポイント差であったため、両部門のシリーズ争いが注目された。
鈴鹿最後の日本GP、シューマッハの日本ラストラン、スーパーアグリの初地元レースなど話題が豊富だったこともあり、レースウィーク3日間の観客動員数は36万1千人、決勝開催日の日曜には過去最多となる16万1千人の大観衆がつめかけた。
※その後、富士と鈴鹿の交互開催が決定し、さらに、富士が2008年限りで撤退したため、2009年から再び鈴鹿での連続開催に戻っている。ミハエル・シューマッハも3年のブランクを経て、2010年から現役復帰した。

## 予選

### 展開

#### Q1
2日目フリー走行3回目にてチームメイトの佐藤琢磨を上回るタイムを出したスーパーアグリの山本左近が、ステアリングの不調からヘアピンカーブにてスピンし、それにより最後尾グリッドとなった。
前年の日本グランプリを制したマクラーレンのキミ・ライコネンは調子が振るわず、9位であったチームメイトのペドロ・デ・ラ・ロサを下回り、その時点でQ2進出ラインぎりぎりの15位となった。
Q1の最終ラップにおいて、その時点で16番手タイムであったクリスチャン・アルバースとのタイム比較で、佐藤琢磨は第1セクターを通過した時点でマイナス表示であったが、最終的にQ2進出はならなかった。この時点で山本左近、ティアゴ・モンテイロ、佐藤琢磨、スコット・スピード、ロバート・ドーンボス、デビッド・クルサードのグリッドが確定した。この時点でのトップはフェリペ・マッサであり、ミハエル・シューマッハは8位、アロンソは6位だった。

#### Q2
鈴鹿サーキットの予選レコードタイムは、2003年の予選初日にルノーのヤルノ・トゥルーリが記録した1分30秒281だった。以来、1分30秒切りが期待されてきたが、ミハエル・シューマッハはQ2の最初のアタックで、従来の記録を1.327秒更新する1分28秒954のタイムを出し、トップとなった。チームメイトのマッサも1分29秒台を出し、2位に入った。
Q1で好調だったBMWザウバーのロバート・クビサはペースを落とし12位。Q1で3位だったウィリアムズのニコ・ロズベルグも7位に順位を落とした。ライコネンも調子が悪く、マクラーレンの両ドライバーがQ2で敗退となった。この時点でクリスチャン・アルバース、ヴィタントニオ・リウッツィ、マーク・ウェバー、ペドロ・デ・ラ・ロサ、キミ・ライコネンのグリッドが確定した。トップはミハエル・シューマッハ。アロンソは8位。

#### Q3
ピットレーン出口にて先頭にフェラーリ、ホンダと並んでいるところに、ピット出口オープンと同時にルノーの2台がフェラーリとホンダの間に割り込んでQ3がスタートした。そしてフェラーリ、ルノー、ホンダの順に走行し、前からミハエル、マッサ、アロンソ、フィジケラの順でタイムアタックを開始するが、アロンソをマッサが抑え、なかなかアロンソのタイムが伸びないまま予選が終了した。
ポールポジションはフェリペ・マッサが獲得し、以下ミハエル・シューマッハ、ラルフ・シューマッハ、ヤルノ・トゥルーリ、フェルナンド・アロンソ、ジャンカルロ・フィジケラ、ジェンソン・バトン、ルーベンス・バリチェロ、ニック・ハイドフェルド、ニコ・ロズベルグの順でグリッドが確定した。上位4列目まではフェラーリ（ブリヂストン）、トヨタ（ブリヂストン）、ルノー（ミシュラン）、ホンダ（ミシュラン）という並びになり、鈴鹿における力関係をあらわす結果となった。トヨタは母国グランプリでフェラーリに次いでセカンドローを独占し、好位置につけた。

### 結果
| 順位 | No | ドライバー                 | チーム                     | マシン  | ラップタイム | 差      |
| ---- | -- | -------------------------- | -------------------------- | ------- | ------------ | ------- |
| 1    | 6  | フェリペ・マッサ           | フェラーリ                 | 248F1   | 1'29.599     | -       |
| 2    | 5  | ミハエル・シューマッハ     | フェラーリ                 | 248F1   | 1'29.711     | + 0.112 |
| 3    | 7  | ラルフ・シューマッハ       | トヨタ                     | TF106B  | 1'29.989     | + 0.390 |
| 4    | 8  | ヤルノ・トゥルーリ         | トヨタ                     | TF106B  | 1'30.039     | + 0.440 |
| 5    | 1  | フェルナンド・アロンソ     | ルノー                     | R26     | 1'30.371     | + 0.772 |
| 6    | 2  | ジャンカルロ・フィジケラ   | ルノー                     | R26     | 1'30.599     | + 1.000 |
| 7    | 12 | ジェンソン・バトン         | ホンダ                     | RA106   | 1'30.992     | + 1.393 |
| 8    | 11 | ルーベンス・バリチェロ     | ホンダ                     | RA106   | 1'31.478     | + 1.879 |
| 9    | 16 | ニック・ハイドフェルド     | BMWザウバー                | F1,06   | 1'31.513     | + 1.914 |
| 10   | 10 | ニコ・ロズベルグ           | ウィリアムズ               | FW28    | 1'31.856     | + 2.257 |
| 11   | 3  | キミ・ライコネン           | マクラーレン               | MP4-21  | 1'30.827     | -       |
| 12   | 17 | ロバート・クビサ           | BMWザウバー                | F1,06   | 1'30.094     | -       |
| 13   | 4  | ペドロ・デ・ラ・ロサ       | マクラーレン               | MP4-21  | 1'31.254     | -       |
| 14   | 9  | マーク・ウェバー           | ウィリアムズ               | FW28    | 1'31.276     | -       |
| 15   | 20 | ヴィタントニオ・リウッツィ | スクーデリア・トロ・ロッソ | STR1    | 1'31.943     | -       |
| 16   | 19 | クリスチャン・アルバース   | MF1レーシング              | MF1 M16 | 1'33.750     | -       |
| 17   | 14 | デビッド・クルサード       | レッドブル・レーシング     | RB2     | 1'32.252     | -       |
| 18   | 15 | ロバート・ドーンボス       | レッドブル・レーシング     | RB2     | 1'32.402     | -       |
| 19   | 21 | スコット・スピード         | スクーデリア・トロ・ロッソ | STR1    | 1'32.867     | -       |
| 20   | 22 | 佐藤琢磨                   | スーパーアグリ             | SA06B   | 1'33.666     | -       |
| 21   | 18 | ティアゴ・モンテイロ       | MF1レーシング              | MF1 M16 | 1'33.709     | -       |
| 22   | 23 | 山本左近                   | スーパーアグリ             | SA06B   | No time      | -       |

- ラップタイムは11～15位はQ2、16位以下はQ1のもの

## 決勝

### 展開

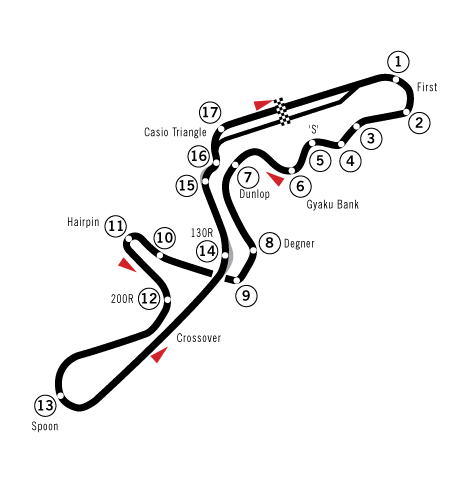
図の8.9.がデグナーカーブ。立体交差の先でミハエル・シューマッハはリタイアした。

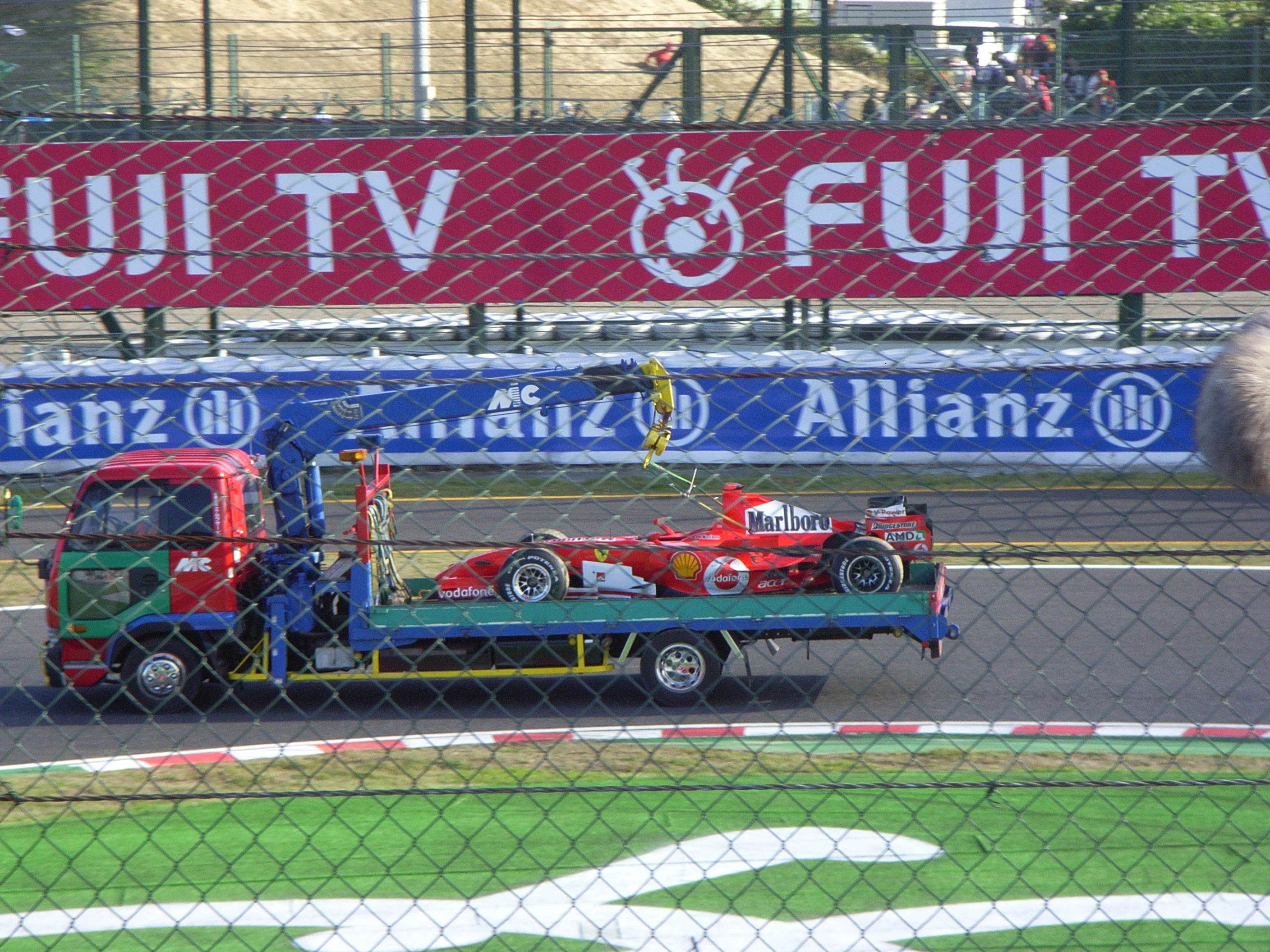
レース後撤収されるミハエル・シューマッハのマシン

スタートではマッサ、ミハエル・シューマッハ、ラルフ・シューマッハの3台が予選順位のまま1コーナーを通過した。予選5位のアロンソは2コーナーでトゥルーリのインを突き、4位にポジションを上げた。バトンもフィジケラをかわして6位に上がるが、チームメイトのバリチェロはハイドフェルドとの接触でフロントウィングを壊し、2周目にピットインして最下位に落ちた。
3周目、先頭を行くフェラーリ勢が順位を入れ替え、ミハエル・シューマッハがトップ、マッサが2番手となった。5周目にフィジケラがバトンを抜き返して6位に戻る。
13周目、1コーナー進入でアロンソがラルフ・シューマッハを抜き、フェラーリ勢に次ぐ3番手に進出した。2位マッサは右リアタイヤの内圧低下により、予定よりも早く13周目終わりにピットイン。アロンソは14周目にファステストラップを記録してからピットインし、マッサの前でコースに復帰することに成功した。ミハエルのタイヤ交換後、2位アロンソとの差は5.4秒。以後、チャンピオンを争う両者は5秒前後のギャップを挟んで周回を続けた。予選ではブリヂストンとミシュランのタイヤに明確なペース差があったが、決勝では互角の展開に持ち込まれている。
20周目、シケイン手前でクリスチャン・アルバースのマシンのリアサスペンションが破裂。破片が周囲に散乱するが、セーフティーカーは導入されず。
2位アロンソは35周目に2回目のピットイン。首位のミハエル・シューマッハも36周目にピットインしたが、アウトラップの37周目走行中によもやのエンジントラブルが発生。デグナーカーブで白い煙を吹きながらスローダウンし、立体交差先のコースサイドにマシンを止めてリタイアした。決勝レース中、ミハエルのマシンのエンジンが壊れたのは、2000年フランスGP以来の出来事だった。
40周目、マーク・ウェバーが最終コーナー立ち上がりでオーバーランし、グランドスタンド前のタイヤバリアに激突した。
アロンソは無難に残り周回を走り切り、第9戦カナダGP以来となる今季7勝目を達成した。続いて2位マッサ、3位フィジケラまでが表彰台を獲得。フィジケラは木曜日に親友の訃報を知らされていたため、表彰式で涙を流した。
トヨタ勢は最初のピットストップでトゥルーリが先行したが、2回目のピットストップ後はトゥルーリのペースが極端に落ち、同僚ラルフ・シューマッハの蓋をしまう。その結果、フィジケラ、バトン、キミ・ライコネンにかわされ、6・7位に順位を落とした。
母国初GPとなったスーパーアグリは、佐藤琢磨が15位、山本左近が17位で2台揃って完走した。山本は2回目のピットストップのときに停電により給油がされず、3回目のピットストップを行っていた。

### 結果
ミハエル・シューマッハが痛恨のリタイアを喫したことにより、アロンソがシューマッハに10ポイント差を付けて再びポイントランキングトップとなった。最終戦ブラジルGPにおいて、シューマッハは優勝が最低条件となるが、たとえ優勝してもアロンソが1点でも獲得（シューマッハが優勝してアロンソが0点となれば同点となり、シューマッハの優勝回数がアロンソを上回るため）すれば、アロンソの2年連続チャンピオンが決定する。シューマッハはレース後のインタビューで「ライバルがリタイアするのを祈りながらレースを走りたくない。今日僕のタイトル争いは終わった」と述べ、事実上の敗北宣言を認めた。
また、コンストラクターズポイントにおいてもルノーがフェラーリに9ポイント差を付け、フェラーリはドライバーズ、コンストラクターズの両タイトル争いにおいて不利な立場となった。

### 順位
| 順位 | No | ドライバー                 | チーム                     | 周回 | タイム      | 差          | グリッド | ポイント・他         |
| ---- | -- | -------------------------- | -------------------------- | ---- | ----------- | ----------- | -------- | -------------------- |
| 1    | 1  | フェルナンド・アロンソ     | ルノー                     | 53   | 1:23'53.413 | 219.982km/h | 5        | 10                   |
| 2    | 6  | フェリペ・マッサ           | フェラーリ                 | 53   | 1:24'09.564 | +16.151     | 1        | 8                    |
| 3    | 2  | ジャンカルロ・フィジケラ   | ルノー                     | 53   | 1:24'17.366 | +23.953     | 6        | 6                    |
| 4    | 12 | ジェンソン・バトン         | ホンダ                     | 53   | 1:24:27.514 | +34.101     | 7        | 5                    |
| 5    | 3  | キミ・ライコネン           | マクラーレン               | 53   | 1:24'37.009 | +43.596     | 11       | 4                    |
| 6    | 8  | ヤルノ・トゥルーリ         | トヨタ                     | 53   | 1:24'40.130 | +46.717     | 4        | 3                    |
| 7    | 7  | ラルフ・シューマッハ       | トヨタ                     | 53   | 1:24'42.282 | +48.869     | 3        | 2                    |
| 8    | 16 | ニック・ハイドフェルド     | BMWザウバー                | 53   | 1:25'09.508 | +1:06.095   | 9        | 1                    |
| 9    | 17 | ロバート・クビサ           | BMWザウバー                | 53   | 1:25'10.345 | +1:06.932   | 12       | -                    |
| 10   | 10 | ニコ・ロズベルグ           | ウィリアムズ               | 52   | 1:24'01.311 | +1Lap       | 10       | -                    |
| 11   | 4  | ペドロ・デ・ラ・ロサ       | マクラーレン               | 52   | 1:24'06.083 | +1 Lap      | 13       | -                    |
| 12   | 11 | ルーベンス・バリチェロ     | ホンダ                     | 52   | 1:24'31.585 | +1 Lap      | 8        | -                    |
| 13   | 15 | ロバート・ドーンボス       | レッドブル・レーシング     | 52   | 1:24'53.750 | +1 Lap      | 18       | -                    |
| 14   | 20 | ヴィタントニオ・リウッツィ | スクーデリア・トロ・ロッソ | 52   | 1:25'07.938 | +1 Lap      | 15       | -                    |
| 15   | 22 | 佐藤琢磨                   | スーパーアグリ             | 52   | 1:25'19.208 | +1 Lap      | 20       | -                    |
| 16   | 18 | ティアゴ・モンテイロ       | MF1レーシング              | 51   | 1:24'01.977 | +2 Laps     | 21       | -                    |
| 17   | 23 | 山本左近                   | スーパーアグリ             | 50   | 1:24'19.816 | +3 Laps     | 22       | -                    |
| 18   | 21 | スコット・スピード         | スクーデリア・トロ・ロッソ | 48   | 1:19'12.813 | +5 Laps     | 19       | パワー・ステアリング |
| DNF  | 9  | マーク・ウェバー           | ウィリアムズ               | 39   | -           |             | 14       | アクシデント         |
| DNF  | 5  | ミハエル・シューマッハ     | フェラーリ                 | 36   | -           |             | 2        | エンジン             |
| DNF  | 14 | デビッド・クルサード       | レッドブル・レーシング     | 35   | -           |             | 17       | ギア・ボックス       |
| DNF  | 19 | クリスチャン・アルバース   | MF1レーシング              | 20   | -           |             | 16       | メカニカル           |

ファステストラップ：フェルナンド・アロンソ　1'32.676（14周目）
- 情報はフォーミュラ1公式サイト[2]とYahooによるもの。

## 日本国内におけるテレビ中継
テレビ中継は2年連続でレースを主催するフジテレビが生中継と国際映像制作業務代行の任を担った。しかし、前年の中継に競馬ファンから苦情が殺到したこと、また、ディープインパクト号の凱旋門賞出走後初の競馬中継日であったことなどを考慮し、次の措置がとられた。
- 前年は16:00まで放送していた中継を、15:45で打ち切り、その後、通常の『スーパー競馬』『ドリーム競馬』を放送した。
- フジテレビ側も、日本中央競馬会に事前に根回しを行い、重賞競走の発走時刻が通常より5分遅れに変更された。このため『ドリーム競馬』は自場レース（京都大賞典）を生中継できたが、『スーパー競馬』は自場レース（毎日王冠）が録画中継となった。

なお、この時の地上波中継において、奇しくもCM中にシューマッハがエンジンブローを喫し、CM明けにエンジンから白煙をくすぶらせながら立体交差下に車を停めたシューマッハの映像が映し出された。実況を担当した塩原恒夫アナウンサーは「とんでもない事が起こりましたー、シューマッハマシントラブルー、シューマッハ、グリーン上にマシンを停めました～」と実況で伝えた。